# 1979年の野球
1979年の野球（1979ねんのやきゅう）では、1979年の野球界における動向をまとめる。

## 競技結果

### 日本プロ野球

#### ペナントレース

##### セ・リーグ
| 順位 | 球団               | 勝 | 敗 | 分 | 勝率 | 差   |
| 1位  | 広島東洋カープ     | 67 | 50 | 13 | .573 | 優勝 |
| 2位  | 横浜大洋ホエールズ | 59 | 54 | 17 | .522 | 6.0  |
| 3位  | 中日ドラゴンズ     | 59 | 57 | 14 | .509 | 7.5  |
| 4位  | 阪神タイガース     | 61 | 60 | 9  | .504 | 8.0  |
| 5位  | 読売ジャイアンツ   | 58 | 62 | 10 | .483 | 10.5 |
| 6位  | ヤクルトスワローズ | 48 | 69 | 13 | .410 | 19.0 |

##### パ・リーグ
| 順位 | 球団                 | 勝 | 敗 | 分 | 勝率 | 差   |
| 1位  | 近鉄バファローズ     | 39 | 19 | 7  | .672 | 優勝 |
| 2位  | 阪急ブレーブス       | 39 | 21 | 5  | .650 | 1.0  |
| 3位  | 日本ハムファイターズ | 34 | 26 | 5  | .567 | 6.0  |
| 4位  | ロッテオリオンズ     | 26 | 34 | 5  | .433 | 14.0 |
| 5位  | 南海ホークス         | 23 | 39 | 3  | .371 | 18.0 |
| 6位  | 西武ライオンズ       | 18 | 40 | 7  | .310 | 21.0 |

| 順位 | 球団                 | 勝 | 敗 | 分 | 勝率 | 差   |
| 1位  | 阪急ブレーブス       | 36 | 23 | 6  | .610 | 優勝 |
| 2位  | 近鉄バファローズ     | 35 | 26 | 4  | .574 | 2.0  |
| 3位  | ロッテオリオンズ     | 29 | 29 | 7  | .500 | 6.5  |
| 4位  | 日本ハムファイターズ | 29 | 34 | 2  | .460 | 9.0  |
| 5位  | 西武ライオンズ       | 27 | 33 | 5  | .450 | 9.5  |
| 6位  | 南海ホークス         | 23 | 34 | 8  | .404 | 12.0 |

| 順位 | 球団                 | 勝 | 敗 | 分 | 勝率 | 差   |
| 1位  | 近鉄バファローズ     | 74 | 45 | 11 | .622 | 優勝 |
| 2位  | 阪急ブレーブス       | 75 | 44 | 11 | .630 | -1.0 |
| 3位  | 日本ハムファイターズ | 63 | 60 | 7  | .512 | 13.0 |
| 4位  | ロッテオリオンズ     | 55 | 63 | 12 | .466 | 18.5 |
| 5位  | 南海ホークス         | 46 | 73 | 11 | .387 | 28.0 |
| 6位  | 西武ライオンズ       | 45 | 73 | 12 | .381 | 28.5 |

*優勝はプレーオフで決定。2位以下はプレーオフの結果に関係なく勝率順で決定

#### パシフィック・リーグプレーオフ
| 日付                       | 試合   | ビジター球団（先攻） | スコア | ホーム球団（後攻） | 開催球場     |
| 10月13日（土）             | 第1戦  | 阪急ブレーブス       | 1 - 5  | 近鉄バファローズ   | 大阪球場     |
| 10月14日（日）             | 第2戦  | 阪急ブレーブス       | 4 - 7  | 近鉄バファローズ   | 大阪球場     |
| 10月15日（月）             | 移動日 | 移動日               | 移動日 | 移動日             | 移動日       |
| 10月16日（火）             | 第3戦  | 近鉄バファローズ     | 2 - 1  | 阪急ブレーブス     | 阪急西宮球場 |
| 年間優勝：近鉄バファローズ |        |                      |        |                    |              |

#### 日本シリーズ
| 日付                           | 試合   | ビジター球団（先攻） | スコア | ホーム球団（後攻） | 開催球場     |
| ------------------------------ | ------ | -------------------- | ------ | ------------------ | ------------ |
| 10月27日（土）                 | 第1戦  | 広島東洋カープ       | 2 - 5  | 近鉄バファローズ   | 大阪球場     |
| 10月28日（日）                 | 第2戦  | 広島東洋カープ       | 0 - 4  | 近鉄バファローズ   | 大阪球場     |
| 10月29日（月）                 | 移動日 | 移動日               | 移動日 | 移動日             | 移動日       |
| 10月30日（火）                 | 第3戦  | 近鉄バファローズ     | 2 - 3  | 広島東洋カープ     | 広島市民球場 |
| 10月31日（水）                 | 第4戦  | 近鉄バファローズ     | 3 - 5  | 広島東洋カープ     | 広島市民球場 |
| 11月1日（木）                  | 第5戦  | 近鉄バファローズ     | 0 - 1  | 広島東洋カープ     | 広島市民球場 |
| 11月2日（金）                  | 移動日 | 移動日               | 移動日 | 移動日             | 移動日       |
| 11月3日（土）                  | 第6戦  | 広島東洋カープ       | 2 - 6  | 近鉄バファローズ   | 大阪球場     |
| 11月4日（日）                  | 第7戦  | 広島東洋カープ       | 4 - 3  | 近鉄バファローズ   | 大阪球場     |
| 優勝：広島東洋カープ（初優勝） |        |                      |        |                    |              |

#### 個人タイトル
|                               | セントラル・リーグ | セントラル・リーグ | セントラル・リーグ | パシフィック・リーグ | パシフィック・リーグ | パシフィック・リーグ |
| タイトル                      | 選手               | 球団               | 成績               | 選手                 | 球団                 | 成績                 |
| ----------------------------- | ------------------ | ------------------ | ------------------ | -------------------- | -------------------- | -------------------- |
| 最優秀選手                    | 江夏豊             | 広島               |                    | C.マニエル           | 近鉄                 |                      |
| 最優秀新人                    | 藤沢公也           | 中日               |                    | 松沼博久             | 西武                 |                      |
| 最優秀投手                    | 小林繁             | 阪神               |                    |                      |                      |                      |
| 沢村栄治賞                    | 小林繁             | 阪神               |                    |                      |                      |                      |
| 首位打者                      | F.ミヤーン         | 大洋               | .346               | 加藤英司             | 阪急                 | .364                 |
| 最多本塁打                    | 掛布雅之           | 阪神               | 48本               | C.マニエル           | 近鉄                 | 37本                 |
| 最多打点                      | 山本浩二           | 広島               | 113打点            | 加藤英司             | 阪急                 | 104打点              |
| 最多盗塁                      | 高橋慶彦           | 広島               | 55盗塁             | 福本豊               | 阪急                 | 60盗塁               |
| 最多安打                      | 大島康徳           | 中日               | 159安打            | 加藤英司             | 阪急                 | 163安打              |
| 最多出塁数(セ) 最高出塁率(パ) | 山本浩二           | 広島               | 220出塁            | 加藤英司             | 阪急                 | .443                 |
| 最優秀防御率                  | 平松政次           | 大洋               | 2.39               | 山口哲治             | 近鉄                 | 2.49                 |
| 最多勝利                      | 小林繁             | 阪神               | 22勝               | 山田久志             | 阪急                 | 21勝                 |
| 最多奪三振                    | 新浦寿夫           | 巨人               | 223奪三振          | 村田兆治             | ロッテ               | 230奪三振            |
| 最高勝率                      | 藤沢公也           | 中日               | .722               | 山田久志             | 阪急                 | .808                 |
| 最優秀救援投手                | 江夏豊             | 広島               | 31SP               | 金城基泰             | 南海                 | 20SP                 |

#### ベストナイン
|          | セントラル・リーグ | セントラル・リーグ | パシフィック・リーグ | パシフィック・リーグ |
| 守備位置 | 選手               | 球団               | 選手                 | 球団                 |
| -------- | ------------------ | ------------------ | -------------------- | -------------------- |
| 投手     | 小林繁             | 阪神               | 山田久志             | 阪急                 |
| 捕手     | 木俣達彦           | 中日               | 梨田昌崇             | 近鉄                 |
| 一塁手   | 王貞治             | 巨人               | 加藤英司             | 阪急                 |
| 二塁手   | F.ミヤーン         | 大洋               | B.マルカーノ         | 阪急                 |
| 三塁手   | 掛布雅之           | 阪神               | 島谷金二             | 阪急                 |
| 遊撃手   | 高橋慶彦           | 広島               | 石渡茂               | 近鉄                 |
| 外野手   | 山本浩二           | 広島               | 福本豊               | 阪急                 |
| 外野手   | 若松勉             | ヤクルト           | 栗橋茂               | 近鉄                 |
| 外野手   | M.ラインバック     | 阪神               | 新井宏昌             | 南海                 |
| 指名打者 |                    |                    | C.マニエル           | 近鉄                 |

#### ダイヤモンドグラブ賞
|          | セントラル・リーグ | セントラル・リーグ | パシフィック・リーグ | パシフィック・リーグ |
| 守備位置 | 選手               | 球団               | 選手                 | 球団                 |
| -------- | ------------------ | ------------------ | -------------------- | -------------------- |
| 投手     | 西本聖             | 巨人               | 山田久志             | 阪急                 |
| 捕手     | 若菜嘉晴           | 阪神               | 梨田昌崇             | 近鉄                 |
| 一塁手   | 王貞治             | 巨人               | 柏原純一             | 日本ハム             |
| 二塁手   | 高木守道           | 中日               | B.マルカーノ         | 阪急                 |
| 三塁手   | 掛布雅之           | 阪神               | 島谷金二             | 阪急                 |
| 遊撃手   | 山下大輔           | 大洋               | 高代延博             | 日本ハム             |
| 外野手   | 山本浩二           | 広島               | 福本豊               | 阪急                 |
| 外野手   | J.スコット         | ヤクルト           | 簑田浩二             | 阪急                 |
| 外野手   | J.ライトル         | 広島               | 平野光泰             | 近鉄                 |

### 高校野球
- 第51回選抜高等学校野球大会優勝：箕島（和歌山県）
- 第61回全国高等学校野球選手権大会優勝：箕島（和歌山県）

箕島が史上3校目の春夏連覇

### 大学野球
- 第28回全日本大学野球選手権大会優勝：中央大
- 第10回明治神宮野球大会優勝：明治大
- 東京六大学野球連盟優勝 春：早稲田大、秋：明治大
- 東都大学野球連盟優勝 春：中央大、秋：国士舘大
- 関西大学野球連合優勝 春：大阪商業大、秋：同志社大

### 社会人野球
- 第50回都市対抗野球大会優勝：三菱重工広島
- 第6回社会人野球日本選手権大会優勝：住友金属

### メジャーリーグ
- ワールドシリーズ
  - ピッツバーグ・パイレーツ（ナ・リーグ） （4勝3敗） ボルチモア・オリオールズ（ア・リーグ）

## できごと

### 1月
- 1月7日
  - 阪神は東京グランドホテルにて江川卓と入団交渉を行うも、江川が巨人入りを望んでいることを主張し、約1時間15分で終える[3]。
  - 早稲田大学野球部は監督の石山健一が退任し、後任に新日鉄堺野球部監督の宮崎康之が就任すると発表[4]。
- 1月22日 - 西武ライオンズの古賀正明と倉持明と、ロッテオリオンズの成重春生・山崎裕之のトレードが両球団の間で合意[5]。
- 1月26日 - 1979年度に野球体育博物館に表彰、掲載される野球人を選出する競技者投票委員会が東京・有楽町のアラスカにて行われ、記者投票を行い別所毅彦を選出[6]。
- 1月31日 - 阪神と巨人は、阪神が前年のドラフトで指名した江川卓と契約を交わした上で巨人の小林繁とトレードすると発表[7]。

### 2月
- 2月2日 - 野球体育博物館の特別表彰委員会が正午から東京・九段下のホテルグランドパレスにて開かれ、平沼亮三と谷口五郎の野球殿堂入りを決定[8]。
- 2月8日
  - プロ野球実行委員会が午後1時45分より東京・芝の東京グランドホテルにて開かれ、江川問題に関し(1)1月31日に提示された「江川 - 小林トレード」を撤回(2)小林の阪神へのトレードは認める(3)江川は阪神と契約して支配下選手とし、4月7日の開幕までトレードを認めない、と決定[9]。
  - コミッショナーの金子鋭は、江川事件で混乱した責任をとって辞任すると実行委員会にて表明し、了承される[9]。
- 2月9日 - 阪神の球団代表の岡崎義人と巨人の球団代表の長谷川実雄が東京・大手町の巨人の球団事務所にて8日のプロ野球実行委員会で承認された巨人の小林繁のトレードについて無償トレードとすることで合意[10]。
- 2月10日 - 阪神は正午から大阪市北区のホテル阪神にて小林繁の入団を正式に発表[11]。
- 2月11日 - 小林繁が阪神の安芸キャンプに合流[12]。
- 2月16日 - 南海ホークスの門田博光が春季キャンプ地の高知の大方キャンプにて午前10時45分頃ジャンプして着地した際右足を大怪我し、中村市内の病院にて診察を受けアキレス腱断裂の診断[13][14]。

### 3月
- 3月14日 - 南海は新外国人のフランク・オーテンジオの登録名を漢字表記の「王天上」に変更することを発表[15]。
- 3月16日 - 日本野球機構は午後3時から東京・日比谷のプレスセンターにて記者会見し、プロ野球の新コミッショナーに元最高裁判事の下田武三が就任すると発表[16]。
- 3月27日 - 阪神甲子園球場にて第51回選抜高等学校野球大会が開幕。

### 4月
- 4月7日
  - 巨人と阪神は午前10時に銀座のセ・リーグ事務局にて江川卓の譲渡の手続きを行い、その後巨人が譲渡証明書を提出し、支配下選手申請書を提出した[17]。巨人は午前11時より港区虎ノ門のホテル・オークラにて江川卓の入団を発表[18]。
  - 第51回選抜高校野球大会の決勝戦が阪神甲子園球場にて行われ、和歌山・箕島高校が1977年（第49回）以来2年ぶり3度目の優勝[19]。
  - プロ野球がセ・リーグ、パ・リーグ同時に開幕。
- 4月9日
  - 巨人はテスト生として採用していた石井茂雄の現役選手登録をセ・リーグに申請し、この日公示される[20]。
  - 巨人が後楽園球場での対中日3回戦に8-2と勝利し、球団通算3000勝を達成[21]。
- 4月10日 - 阪急の福本豊が西宮球場での対西武1回戦の2回裏に二盗を成功させ、プロ通算700盗塁を達成[22]。
- 4月14日
  - 西武の本拠地、西武ライオンズ球場が開場。福田赳夫元首相が始球式を行う。西武対日本ハム1回戦が行われ、日本ハムが7-1と勝利[23]。
  - 横浜スタジアムでの大洋対巨人2回戦の7回表に、横浜市中区曙町の中華料理店で起きた火事の煙が球場に流れ込み、試合が約8分間中断[24]。
- 4月16日 - 南海の佐々木宏一郎が大阪スタヂアムでの対近鉄3回戦の7回途中から登板し、プロ通算600試合登板を達成[25]。
- 4月17日 - 近鉄の鈴木啓示が日生球場での対日本ハム1回戦の5回表に柏原純一から三振を奪ってプロ通算2500奪三振を達成、またこの日柏原、加藤俊夫に本塁打を打たれて通算被本塁打が381となり、金田正一の持つ最多被本塁打記録380を更新[26]。
- 4月21日 - 阪神の掛布雅之が阪神甲子園球場で対大洋1回戦の7回裏に4号本塁打を放ち、プロ通算100本塁打を達成[27]。
- 4月24日
  - 西武は西武球場での対南海1回戦に4-2で勝ち、開幕からの連敗を12で止める[28]。
  - ヤクルトは富山での対大洋2回戦に12-1で勝ち、開幕からの連敗を8で止める[28]。
- 4月29日 - 西武の土井正博が後楽園球場での対日本ハム6回戦の9回表に6号3点本塁打を放ってホームインしプロ通算1000得点を達成[29]。

### 5月
- 5月1日 - 巨人対阪神4回戦が後楽園球場にて行われ、巨人が阪神に8対7と勝利し対阪神戦通算500勝を達成[30]。
- 5月6日 - 近鉄のチャーリー・マニエルが藤井寺球場での対阪急5回戦の1回裏に8号本塁打を放ち、プロ野球通算100号を達成[31]。
- 5月9日 - 大洋の基満男が横浜スタジアムでの対阪神4回戦の第一打席から第四打席まで二塁打を打ち、1試合4二塁打のプロ野球タイ記録[32]。
- 5月11日 - 広島の江夏豊が広島球場での対巨人5回表に王貞治から三振を奪い、プロ通算2500奪三振を達成[33]。
- 5月16日 - 大洋の平松政次が対巨人7回戦（石川） に先発登板し、プロ通算500試合登板を達成[34]。
- 5月20日 - 阪神の真弓明信がナゴヤ球場での対中日6回戦で、1回表第一打席で3号本塁打、3回表に安打、7回表に二塁打、9回表に三塁打を放ち、サイクルヒットを達成[35]。
- 5月23日 - 巨人の柴田勲が甲子園球場での対阪神8回戦に先発出場し、プロ通算2000試合出場を達成[36]。
- 5月25日 - 巨人の張本勲が横浜スタジアムでの対大洋8回戦の8回表に二塁打を放ち、プロ通算400二塁打を達成[37]。
- 5月26日 - 巨人の堀内恒夫が横浜スタジアムでの対大洋9回戦に先発しプロ通算500試合登板を達成[38]。
- 5月27日
  - 西武の野村克也が新潟での対南海6回戦の4回表に2号本塁打を放ち、プロ通算650号本塁打を達成[39]。
  - ヤクルトのジョン・スコットが甲子園球場での対阪神ダブルヘッダー第一試合9回戦で2本塁打、第二試合の10回戦にも2本塁打を放ち1日で4本塁打[40]。
- 5月29日 - 阪神の若菜嘉晴が仙台での対大洋6回戦で5連続三振のプロ野球新記録[41]。
- 5月31日
  - 巨人の王貞治が後楽園球場での対中日7回戦の8回裏に二塁打を放ち、プロ通算400二塁打を達成[42]。
  - 阪急の加藤英司が西宮球場での対日本ハム8回戦の6回裏に15号3点本塁打を放ち、プロ通算200号本塁打を達成[43]。

### 6月
- 6月2日 - 巨人の江川卓が後楽園球場での対阪神11回戦で先発しプロ初登板、8回126球を投げ4失点、3被本塁打の内容で敗戦投手となる[44]。
- 6月5日 - 日本ハムの島田誠が後楽園球場での対西武11回戦の3回裏に二盗、三盗、本盗の1イニング3盗塁プロ野球タイ記録[45]。
- 6月9日 - 近鉄のチャーリー・マニエルが日生球場での対ロッテ10回戦の5回裏に八木沢荘六の投球を顔面に受け顎を複雑骨折[46]。
- 6月12日 - 巨人の王貞治が後楽園球場での対ヤクルト7回戦で1回裏に安打を放ち、プロ野球史上初の通算5500塁打を達成[47]。
- 6月17日 - 日本ハムの村上雅則が藤井寺球場での対近鉄前期11回戦の五回裏二死からリリーフ登板して5勝目を挙げ、プロ通算100勝を達成[48]。
- 6月20日 - 巨人のジョン・シピンが横浜スタジアムでの対大洋12回戦の5回表に安打を放ち、プロ野球通算1000本安打を達成[49]。
- 6月21日 - 日本ハムと西武は行沢久隆と吉岡悟のトレードが成立したと発表[50]。
- 6月23日 - 巨人の石井茂雄が甲子園球場での対阪神14回戦に3回途中からリリーフとして登板し、プロ通算700試合登板を達成[51]。
- 6月26日
  - 近鉄対南海前期最終戦が大阪スタヂアムで行われ1-1の引き分けとなり、近鉄が前期優勝を決める[52][53]。
  - 中日の星野仙一が甲子園球場での対阪神13回戦の一回裏に阪神のマイク・ラインバックから三振を奪い、プロ通算1000奪三振を達成[54]。

### 7月
- 7月4日 - 広島の渡辺秀武が横浜スタジアムでの対大洋13回戦の三回裏から救援登板し、プロ通算500試合登板を達成[55]。
- 7月8日 - ナゴヤ球場での中日対大洋14回戦で中日が大洋に6-1で勝利し、球団通算2000勝を達成[56]。
- 7月12日 - 【MLB】シカゴ・ホワイトソックス対デトロイト・タイガースのダブルヘッダーで、第1試合終了後にディスコミュージックのレコードを爆破した挙句ファンがグラウンドに乱入したため、第2試合が放棄試合となる（ディスコ・デモリッション・ナイト）。
- 7月13日
  - 後楽園球場での日本ハム対南海後期3回戦が、南海の選手の用具を載せた運送会社のトラックが東名高速道路の日本坂トンネル火災事故のため迂回のため走行していた中央高速道路の渋滞に巻き込まれ試合開始時刻までに到着する見込みがないとして、午後5時10分中止となる[57]。
  - 広島の水沼四郎が甲子園球場での対阪神11回戦に先発出場し、プロ通算1000試合出場を達成[58]。
- 7月28日
  - 甲子園球場での阪神対巨人19回戦で阪神が巨人に3-2で勝利し、1950年の2リーグ分立後2000勝目を達成[59]。
  - ヤクルトの大杉勝男が神宮球場での対中日14回戦の一回裏に10号本塁打を打ち、プロ通算400号本塁打を達成[60]。
- 7月31日
  - 広島の高橋慶彦が広島市民球場での対巨人16回戦の一回裏に新浦寿夫から安打を打ち、日本プロ野球新記録の33試合連続安打。しかし直後の2回の守備で走者と交錯し負傷退場[61]。
  - 巨人のジョン・シピンが広島市民球場での対広島16回戦で6回表に18号本塁打を放ち、プロ野球通算200号本塁打を達成[62]。

### 8月
- 8月1日 - 巨人の西本聖が広島市民球場での対広島17回戦の7回裏に、三村敏之、萩原康弘、衣笠祥雄へ死球を与え1イニング3死球セ・リーグ新記録。3人目に死球を受けた広島の衣笠祥雄は左肩亀裂骨折で全治2週間の重傷[63]。
- 8月2日 - 【MLB】ニューヨーク・ヤンキースのサーマン・マンソンが、自家用セスナ機を操縦中に木に衝突して墜落事故死。
- 8月8日
  - 広島の高橋慶彦が広島市民球場での対阪神14回戦に負傷して途中退場した7月31日以来6試合ぶりに出場。4打数0安打で連続試合安打の記録は33で止まる[64]。
  - 第61回全国高等学校野球選手権大会が阪神甲子園球場で開幕。この回から49校代表制が定例化される。
- 8月12日
  - ロッテの有藤道世とレオン・リーが日生球場での対近鉄後期4回戦で共に1試合3本塁打[65]。
  - 大洋の松原誠が後楽園球場での対巨人17回戦に出場し、プロ通算2000試合出場を達成[66]。
- 8月16日 - 第61回全国高校野球選手権大会9日目、3回戦・第4試合の箕島高校対星稜高校戦が午後4時6分から阪神甲子園球場で行われ、1969年（第五51回）の決勝戦以来となる延長18回となり、箕島が延長18回裏4-3でサヨナラ勝ち[67][68]。
- 8月17日
  - ヤクルトは球団社長の佐藤邦雄が後楽園球場にて午後5時15分より記者会見し、森昌彦、植村義信の2コーチの休養を発表し、また監督の広岡達朗について「広岡監督は、チームの指揮が取れないといっていたので、佐藤孝夫コーチを監督代行にする」と発表。これに対し、広岡は神宮球場でのクラブハウスで午後9時半に記者会見して声明文を発表し、退団を発表[69]。
  - 横浜スタジアムでの大洋対広島18回戦で広島が大洋に4-3で勝利し、ナゴヤ球場での中日対阪神17回戦で中日が阪神に2-3で敗れ、広島が1975年以来の単独首位に立つ[70]。
- 8月21日
  - 第61回全国高校野球選手権大会の決勝戦が阪神甲子園球場で行われ、和歌山・箕島高校が徳島・池田高校を4-3で下し大会初優勝。栃木・作新学院高校（1962年）、愛知・中京商業高校（1966年）に続き史上3度目の甲子園同一年度春夏連覇を達成[71]。
  - ヤクルトの松岡弘が神宮球場での対阪神19回戦の六回表に三振を奪い、プロ通算1500奪三振を達成[72]。
- 8月22日 - 西宮球場での阪急対南海後期7回戦で、阪急が一回裏に二死から島谷金二以降連続10人が得点を挙げる10者連続得点のパ・リーグ新記録[73]。
- 8月23日 - ロッテの有藤通世が後楽園球場での対日本ハム後期8回戦の六回表に21号本塁打を放ち、プロ通算250号本塁打を達成[74]。
- 8月31日 - ヤクルトの船田和英が神宮球場での対巨人19回戦の五回裏に11号三点本塁打を放ち、プロ通算100号本塁打を達成。

### 9月
- 9月2日 - 阪神の竹之内雅史がナゴヤ球場での七回表に21号本塁打を放ち、プロ通算200号本塁打を達成[75]。
- 9月5日 - ヤクルトの森昌彦ヘッドコーチ、植村義信一軍投手コーチがそれぞれ佐藤邦雄球団社長と話し合い、退団することで合意[76]。
- 9月12日 - 
  - 巨人の王貞治が後楽園球場での対阪神25回戦の八回裏に二宮至の代打として登場し、池内豊から26号本塁打を放つ。王はこれが唯一の代打本塁打[77][78]。
  - 日本ハムの高橋直樹が川崎球場での対ロッテ後期10回戦に先発し、無四球で17勝目を挙げ完投し、シーズン無四球試合11のパ・リーグ新記録を達成[79]。
- 9月15日 - 巨人はリック・クルーガーに対し自由契約選手とすることを通知し、クルーガーもこれを了承したため退団が決定[80]。
- 9月18日 - 阪神の江本孟紀が甲子園球場での対広島22回戦に先発して11勝目を挙げ、プロ通算100勝を達成[81]。
- 9月19日 - 広島の江夏豊が甲子園球場での対阪神23回戦の6回途中からリリーフ登板し、プロ通算600試合登板を達成[82]。
- 9月20日 - 近鉄の鈴木啓示が日生球場での対南海11回戦に完投で8勝目を挙げ、プロ通算250勝を達成。史上8人目[83]。
- 9月21日 - 西武の野村克也が西宮球場での対阪急後期12回戦の四回表に二死三塁で立花義家の適時打で生還し、王貞治に次いでプロ野球2人目の通算1500得点を達成[84]。
- 9月24日 - 南海の山内新一が後楽園球場での対日本ハム後期12回戦に先発して12勝目を挙げ、プロ通算100勝を達成[85]。
- 9月30日 - 広島のエイドリアン・ギャレットが後楽園球場での対巨人24回戦の五回表に25号本塁打を打ち、プロ野球通算100号本塁打を達成。史上107人目[86]。

### 10月
- 10月4日 - ロッテの白仁天が西京極球場での対阪急後期10回戦の一回表に17号満塁本塁打、三回表に18号2点本塁打を打ち、プロ通算200号本塁打を達成。史上32人目[87]。
- 10月5日 - 阪急が西京極球場での対南海13回戦に9回で6-6で引き分け、パ・リーグ後期優勝を決める[88]。
- 10月6日 - 広島対阪神24回戦が広島市民球場で行われ、広島が阪神に4対3で勝利し、1975年以来4年ぶり球団史上2度目のセ・リーグ優勝が決まる[89]。
- 10月10日 - 西武の山崎裕之が西武球場での対日本ハムダブルヘッダー第1試合、後期12回戦の九回裏に中前安打を打ち、プロ通算1500本安打を達成。史上36人目[90]。
- 10月13日
  - 西武は本拠地の西武球場での対ロッテ後期13回戦を終え、全日程を終了。この試合で観客21500人で年間観客動員は136万5000人となり、パ・リーグでは1962年の東映フライヤーズ136万6500人に次ぐ記録となった[91]。
  - 大洋の別当薫監督が横浜スタジアムでの対中日26回戦の試合後に、「今季限りで退団する」と表明[92]。
- 10月14日 - 阪神のリロイ・スタントンが神宮球場での対ヤクルト26回戦の七回表に今季134個目の三振に倒れ、1969年阪神のウィリー・カークランドの133個を上回るセ・リーグシーズン最多三振を記録[93]。
- 10月16日 - パ・リーグプレーオフ第3戦が西宮球場で行われ、前期優勝の近鉄が後期優勝の阪急に延長10回の末2対1で勝利し、3勝0敗で球団創立29年目で初のパ・リーグ制覇[94]。
- 10月20日 - 川崎球場でのロッテ対近鉄後期13回戦は近鉄が5-0で勝利し、これでパ・リーグの全日程が終了[95]。
- 10月21日 - 巨人は後楽園球場での対大洋26回戦で今季の全日程を終了後、後楽園球場サロンにて記者会見し、来年のコーチ陣を発表。球団OBで野球評論家の青田昇がヘッドコーチに就任[96]。
- 10月24日 - 沢村栄治賞の選考が東京運動記者クラブによって東京・数寄屋橋のニュートーキョーで正午から開かれ、阪神の小林繁を選出[97]。
- 10月25日
  - 神宮球場でのヤクルト対大洋26回戦はヤクルトが4-2で勝利し、これでセ・リーグの全日程が終了[98]。
  - 大洋は神宮球場での対ヤクルト26回戦の試合後に、土井淳ヘッドコーチが新監督に就任したと発表[99]。
  - ヤクルトは神宮球場でのクラブハウスにて武上四郎コーチが新監督に就任したと発表[99]。

### 11月
- 11月4日 - 1979年度プロ野球日本シリーズの第7戦が大阪スタヂアムで行われ、広島が近鉄を4-3で下し（江夏の21球）、球団史上初の日本一となる[100]。
- 11月6日
  - プロ野球セ・パ両リーグの最優秀選手、最優秀新人、ベストナインの表彰選手を決めるプロ野球担当記者投票の開票が東京・銀座のパ・リーグ連盟事務所で行われ、最優秀選手にセは広島の江夏豊、パは近鉄のチャーリー・マニエル、最優秀新人に中日の藤沢公也、ハは西武の松沼博久を選出[101]。
  - 日本ハムは植村義信が一軍投手コーチに就任したと発表[102]。
  - セ・リーグは1979年度の最優秀監督に広島の古葉竹識監督を、またカムバック賞に広島の三村敏之を選出したと発表[103]。
- 11月9日 - 阪急は来年度のコーチングスタッフを発表。長池徳士が現役を引退し1軍打撃コーチ、足立光宏が選手兼任で一軍投手コーチとなる。
- 11月20日 - 
  - 西武の成重春生と巨人の大北敏博のトレードが成立したと西武、巨人両球団が発表[104]。
  - 南海は来年度のコーチングスタッフを発表。一軍打撃コーチの横溝桂がヘッドコーチを兼任、また球団OBの新山隆史（前日本ハムコーチ）が一軍、中原宏（前阪急コーチ）が二軍とそれぞれ投手コーチに就任[105]。
- 11月27日 - 1979年度のプロ野球新人選択会議が午前11時から東京・九段下のホテル・グランドパレスにて行われ、早稲田大学の岡田彰布は阪神、社会人野球・日本鋼管の木田勇は日本ハムが交渉権を獲得[106]。

### 12月
- 12月1日 - 広島は一軍打撃コーチの山本一義が退団したと発表[107]。
- 12月4日 - ロッテの成田文男が自由契約となる[108]。
- 12月8日 - 日本ハムはトロント・ブルージェイズのトニー・ソレイタの入団が内定。3年契約で報酬は3年間で約30万ドル（推定）[109]。
- 12月13日
  - 巨人の柳田真宏・笠間雄二と、阪急の永本裕章のトレードが成立[110]。
  - 巨人の石井茂雄が自由契約で現役引退となる[111]。
- 12月18日 - 日本ハムの永淵洋三が現役引退し来季よりスカウトに就任することが決定[112]。
- 12月21日 - 中日は定例役員会を開き、球団代表が中川清に代わり鈴木怨夫が就任することを決定[113]。
- 12月24日 - パ・リーグは東京・銀座の連盟事務所で理事会を開き、リーグの正式名称を「太平洋野球連盟」から「パシフィック・ベースボール・リーグ」に変更することを決定[114]。
- 12月26日 - 元宇高レッドソックスオーナーの宇高勲が午前7時55分、十二指腸胃潰瘍で横浜市金沢区の南共済病院にて68歳で死去[115]。

## 誕生

### 1月
- 1月2日 - ミチェル・アブレイユ
- 1月3日 - マイケル・レストビッチ
- 1月4日 - 岡上和典
- 1月8日 - 平本学
- 1月9日 - 洗平竜也
- 1月9日 - 神島崇
- 1月12日 - 金澤健人
- 1月18日 - 小川将俊
- 1月19日 - 金炳賢
- 1月21日 - 下窪陽介
- 1月22日 - 林威助
- 1月22日 - カルロス・ルイーズ
- 1月29日 - ランス・ニークロ

### 2月
- 2月7日 - エリザー・アルフォンゾ
- 2月7日 - ジョン・レスター (右投手)
- 2月9日 - 岩村明憲
- 2月12日 - 金剛弘樹
- 2月17日 - ジョシュ・ウィリンガム
- 2月19日 - 呂建剛
- 2月23日 - クリス・アギーラ
- 2月27日 - 神田義英

### 3月
- 3月1日 - 鈴木貴志
- 3月12日 - 李惠踐
- 3月14日 - 久本祐一
- 3月15日 - ケビン・ユーキリス
- 3月20日 - 阿部慎之助
- 3月26日 - 鎌田圭司
- 3月27日 - マイケル・カダイアー
- 3月29日 - 廣瀬純

### 4月
- 4月3日 - 山本浩司
- 4月3日 - 渡辺正人
- 4月7日 - エイドリアン・ベルトレ
- 4月7日 - 平野恵一
- 4月12日 - 天野浩一
- 4月12日 - 小田嶋正邦
- 4月25日 - 東辰弥
- 4月25日 - 酒井泰志
- 4月27日 - クリスチャン・ベロア
- 4月28日 - 小林亮寛
- 4月28日 - ショーン・ダグラス
- 4月29日 - 吉村将生

### 5月
- 5月5日 - 中谷仁
- 5月19日 - 小田智之
- 5月20日 - ジェイソン・ワース
- 5月22日 - 森章剛
- 5月24日 - 丸山泰嗣
- 5月25日 - クリス・ヤング (投手)
- 5月28日 - 五十嵐亮太
- 5月28日 - 能見篤史

### 6月
- 6月7日 - 田中健太郎
- 6月8日 - 谷口悦司
- 6月12日 - ユウキ
- 6月12日 - 辻武史
- 6月15日 - 山田真介
- 6月16日 - 小川裕介
- 6月16日 - 志田宗大
- 6月18日 - 藤原通
- 6月22日 - 新沼慎二
- 6月24日 - 清水清人
- 6月25日 - 澤井道久
- 6月26日 - ルイス・ゴンザレス (内野手)
- 6月26日 - 佐藤友紀（トモキ）
- 6月27日 - 肥田高志
- 6月29日 - 谷口邦幸

### 7月
- 7月3日 - 大沼幸二
- 7月7日 - チェイス・ランビン
- 7月13日 - 飯山裕志
- 7月13日 - 井川慶
- 7月14日 - 辻俊哉
- 7月15日 - 帆足和幸
- 7月17日 - 奥村武博
- 7月19日 - 浅井良
- 7月19日 - リック・アンキール
- 7月28日 - 衣川隆夫
- 7月29日 - 梶原和隆
- 7月29日 - 吉川元浩
- 7月31日 - J.J.ファーマニアック

### 8月
- 8月2日 - 高塚信幸
- 8月2日 - コルビー・ルイス
- 8月10日 - ダン・ジョンソン
- 8月10日 - 兵動秀治
- 8月12日 - D.J.ホールトン
- 8月14日 - 岩崎智史
- 8月19日 - 中村渉
- 8月20日 - フランクリン・グラセスキー
- 8月23日 - クリス・ロバーソン
- 8月25日 - 川口知哉
- 8月26日 - 田中敬人
- 8月31日 - ラモン・サンティアゴ

### 9月
- 9月1日 - 三上真司
- 9月2日 - 大脇浩二
- 9月5日 - 橋本啓
- 9月6日 - 田中充 (外野手)
- 9月7日 - 石原慶幸
- 9月10日 - 青木智史
- 9月12日 - 川岸強
- 9月12日 - 吉浦貴志
- 9月13日 - 三木仁
- 9月14日 - 前田大輔

### 10月
- 10月8日 - 森谷昭仁
- 10月10日 - ブラッド・ジーグラー
- 10月18日 - 関屋智義
- 10月25日 - 喜田剛

### 11月
- 11月1日 - 藤田太陽
- 11月4日 - 鳥谷部健一
- 11月6日 - 稲田直人
- 11月8日 - 笹川隆
- 11月9日 - アダム・ダン
- 11月9日 - 庄田隆弘
- 11月19日 - ライアン・ハワード
- 11月25日 - 中村浩一
- 11月28日 - マイク・シュルツ
- 11月28日 - 林昌樹
- 11月29日 - 山本拓司

### 12月
- 12月5日 - 河田寿司
- 12月6日 - 橋本義隆
- 12月10日 - 大山貴広
- 12月19日 - ラファエル・ソリアーノ (投手)

## 死去
- 5月23日 - 大下弘（西鉄ライオンズ他の外野手、東映フライヤーズ元監督、*1922年）
- 8月2日 - サーマン・マンソン（ニューヨーク・ヤンキースの捕手、*1947年）
- 8月23日 - 中井悦雄（阪神タイガース他の元投手、阪神タイガースコーチ、*1943年）
- 12月15日 - 山本栄一郎（日本運動協会元主将、東京巨人軍元選手、*1902年）
- 12月16日 - 重松通雄（阪急軍他の元投手、*1916年）
- 12月27日 - 宇高勲（国民野球連盟・宇高アスレチックス元オーナー、西鉄ライオンズ他の元スカウト、*1907年）

## 作品
映画
- 11月10日 - 『がんばれ!!タブチくん!!』公開。